# Rally Costa Brava de 1987
El Rally Costa Brava de 1987 fue la 35º edición, la tercera ronda del Campeonato de Europa de Rally y la primera de la temporada 1987 del Campeonato de España de Rally. Se celebró del 19 al 21 de febrero.
Al año siguiente la prueba se fusionó con el Rally Cataluña pasando a llamarse Rally Cataluña-Costa Brava, por lo que la edición de 1988 se celebró bajo este nombre. La prueba no recuperó su nombre original hasta 2005 cuando se volvió a organizar independientemente del Rally Cataluña. 

## Itinerario y ganadores
| Tramo | Nombre    | Ganador                              | Tiempo |
| ----- | --------- | ------------------------------------ | ------ |
| SS1   | Lloret    | Christophe Spiliotis                 | 9:50   |
| SS2   | Brunyola  | Carlos Sainz                         | 3:51   |
| SS3   | El Subirá | Beny Fernández                       | 25:45  |
| SS4   | Grions    | Salvador Serviá                      | 7:19   |
| SS5   | Brunyola  | Salvador Serviá Christophe Spiliotis | 4:12   |
| SS6   | Lloret    | Salvador Serviá                      | 10:17  |
| SS7   | Brunyola  | Jouanny                              | 4:16   |
| SS8   | Subirá    | Salvador Serviá                      | 25:48  |
| SS9   | Grions    | Christophe Spiliotis                 | 7:30   |
| SS10  | Lloret    | Christophe Spiliotis                 | 10:25  |

## Clasificación final
| Pos.                 | Piloto               | Copiloto           | Coche                   | Tiempo  | Diff.   |
| General              | General              | General            | General                 | General | General |
| -------------------- | -------------------- | ------------------ | ----------------------- | ------- | ------- |
| 1.                   | Salvador Servià      | Jordi Sabater      | Volkswagen Golf GTI 16V | 5:39.57 | 0.0     |
| 2.                   | Christophe Spiliotis | Isabelle Spiliotis | Audi Coupé Quattro      | 5:49.22 | +9.25   |
| 3.                   | Josep Bassas         | Josep Autet        | BMW 325i                | 5:51.30 | +11.33  |
| 4.                   | Mía Bardolet         | Pilar Compte       | Citroën Visa GTI        | 5:52.02 | +12.05  |
| 5.                   | Rafael Martorell     | Gràcia Bou         | Peugeot 205 GTI         | 5:57.51 | +17.54  |
| 6.                   | Jesús Puras          | José Arrarte       | Renault 5 GT Turbo      | 5:59.43 | +19.46  |
| 7.                   | Gustavo Trelles      | Daniel Muzio       | Renault 5 GT Turbo      | 6:02.31 | +22.34  |
| 8.                   | Alain Aquilino       | Vinai              | Renault 5 GT Turbo      | 6:04.33 | +24.36  |
| 9.                   | Jan Vandenberge      | F. Goeminne        | Opel Manta GT/E         | 6:05.39 | +25.42  |
| 10.                  | Josep Alsina         | Josep María Ferrer | Renault 5 GT Turbo      | 6:07.02 | +27.05  |
| Campeonato de España |                      |                    |                         |         |         |
| 1.                   | Salvador Servià      | Jordi Sabater      | Volkswagen Golf GTI 16V | 5:39.57 | 0.0     |
| 2. (3.)              | Josep Bassas         | Josep Autet        | BMW 325i                | 5:51.30 | +11.33  |
| 3. (4.)              | Mía Bardolet         | Pilar Compte       | Citroën Visa GTI        | 5:52.02 | +12.05  |
| 4. (5.)              | Rafael Martorell     | Gràcia Bou         | Peugeot 205 GTI         | 5:57.51 | +17.54  |
| 5. (6.)              | Jesús Puras          | José Arrarte       | Renault 5 GT Turbo      | 5:59.43 | +19.46  |